# Clive, Cheshire
Clive är en ort i civil parish Winsford, i distriktet Cheshire West and Chester, i grevskapet Cheshire, i England. Clive var en civil parish 1866–1936 när blev den en del av Winsford och Stanthorne. Civil parish hade 178 invånare år 1931. Byn nämndes i Domedagsboken (Domesday Book) år 1086, och kallades då Clive.